# Wuxihe (sockenhuvudort i Kina, Hunan Sheng, lat 29,02, long 111,41)
Wuxihe är en sockenhuvudort i Kina. Den ligger i provinsen Hunan, i den södra delen av landet, omkring 180 kilometer nordväst om provinshuvudstaden Changsha. Antalet invånare är 12 000. Befolkningen består av 5 790 kvinnor och 6 210 män. Barn under 15 år utgör 14,0 %, vuxna 15-64 år 70 %, och äldre över 65 år 14,0 %.
Runt Wuxihe är det ganska tätbefolkat, med 207 invånare per kvadratkilometer. Närmaste större samhälle är Zoushi, 12,3 km öster om Wuxihe. I omgivningarna runt Wuxihe växer i huvudsak blandskog.
Genomsnittlig årsnederbörd är 1 918 millimeter. Den regnigaste månaden är maj, med i genomsnitt 316 mm nederbörd, och den torraste är december, med 44 mm nederbörd.